# Katiużanka
Katiużanka (ukr. Катюжанка) – wieś na Ukrainie, w obwodzie kijowskim, w rejonie wyszogrodzkim. W 2001 liczyła 4245 mieszkańców, spośród których 4113 posługiwało się językiem ukraińskim, 116 rosyjskim, 9 białoruskim, 2 ormiańskim, a 5 innym.